# Lista zabytków w Sliemie
Lista zabytków w Sliemie na Malcie, umieszczonych w rejestrze dziedzictwa narodowego National Inventory of the Cultural Property of the Maltese Islands.

## Lista
| Nazwa zabytku                                         | Lokalizacja                                   | Współrzędne                                   | Nr na liście NICPMI | Zdjęcie |
| ----------------------------------------------------- | --------------------------------------------- | --------------------------------------------- | ------------------- | ------- |
| Kościół parafialny pw. Matki Bożej Gwiazdy Morza      | Triq il-Kbira                                 | 35°54′43,4″N 14°30′15,0″E/35,912045 14,504156 | 00019               |         |
| Kościół parafialny Sacro Cuor                         | Triq San Trofimu                              | 35°54′38,1″N 14°30′02,6″E/35,910582 14,500731 | 00020               |         |
| Nisza św. Antoniego                                   | 101 Triq San Ġwann Battista                   | 35°54′33,1″N 14°29′59,5″E/35,909197 14,499869 | 00727               |         |
| Statua św. Jana Chrzciciela                           | 30 Triq Sant’Agata                            | 35°54′32,2″N 14°29′59,1″E/35,908938 14,499746 | 00728               |         |
| Nisza Matki Bożej                                     | Green House , 1 Triq Sant’Agata               | 35°54′31,7″N 14°30′04,2″E/35,908803 14,501180 | 00729               |         |
| Nisza św. Józefa                                      | Triq Manwel Dimech / Triq San Ġużepp          | 35°54′33,9″N 14°30′08,1″E/35,909429 14,502237 | 00730               |         |
| Nisza Matki Bożej                                     | Triq San Trofimu / 29 Triq Santa Marija       | 35°54′37,1″N 14°30′04,9″E/35,910304 14,501357 | 00731               |         |
| Nisza św. Alojzego Gonzagi                            | "Borg Pardo", 121 Triq Santa Marija           | 35°54′36,6″N 14°30′05,3″E/35,910165 14,501462 | 00732               |         |
| Nisza Matki Bożej od paska                            | 2 Triq Dun Pawl Vella                         | 35°54′38,0″N 14°30′01,9″E/35,910561 14,500525 | 00733               |         |
| Statua św. Józefa                                     | "Padova", Triq Dun Pawl Vella                 | 35°54′38,9″N 14°30′02,0″E/35,910814 14,500562 | 00734               |         |
| Nisza Matki Bożej z Góry Karmel                       | 41/42 Triq San Trofimu                        | 35°54′37,5″N 14°30′01,1″E/35,910420 14,500313 | 00735               |         |
| Nisza Niepokalanego Poczęcia                          | 31 Triq San Ġwann Battista / Triq San Trofimu | 35°54′37,9″N 14°29′59,9″E/35,910533 14,499982 | 00736               |         |
| Nisza św. Pawła                                       | 28/29 Triq San Ġwann Battista                 | 35°54′37,4″N 14°29′59,9″E/35,910376 14,499961 | 00737               |         |
| Nisza Najświętszego Serca Maryi                       | Sqaq San Elija, 76 Triq San Trofimu           | 35°54′39,4″N 14°29′59,0″E/35,910939 14,499718 | 00738               |         |
| Nisza Matki Bożej z Góry Karmel                       | Triq il-Karmnu / 50 Triq San Ġwann Battista   | 35°54′40,9″N 14°30′00,4″E/35,911372 14,500123 | 00739               |         |
| Nisza Matki Bożej z Góry Karmel                       | 97 Triq Santa Marija / 80 Triq il-Karmnu      | 35°54′40,0″N 14°30′05,8″E/35,911125 14,501621 | 00740               |         |
| Nisza Matki Bożej                                     | 118 Triq Sant’Elena                           | 35°54′46,0″N 14°30′02,0″E/35,912781 14,500553 | 00741               |         |
| Nisza Ecce Homo                                       | 165 Triq Sant’Elena                           | 35°54′45,3″N 14°29′57,5″E/35,912571 14,499292 | 00742               |         |
| Nisza św. Anny                                        | 169 Triq Sant’Elena                           | 35°54′45,1″N 14°29′56,5″E/35,912523 14,499039 | 00743               |         |
| Nisza Matki Bożej z Góry Karmel                       | 26/27 Triq Falzon                             | 35°54′44,2″N 14°29′56,1″E/35,912290 14,498926 | 00744               |         |
| Nisza Matki Bożej z Góry Karmel                       | Triq Falzon / Triq San Karlu                  | 35°54′41,2″N 14°29′54,4″E/35,911451 14,498456 | 00745               |         |
| Nisza św. Antoniego                                   | 88 Triq Sant’Alfonsu                          | 35°54′40,2″N 14°29′54,5″E/35,911168 14,498474 | 00746               |         |
| Nisza Matki Bożej Łaskawej                            | 209 Triq Sant’Elena                           | 35°54′43,1″N 14°29′51,5″E/35,911979 14,497651 | 00747               |         |
| Nisza św. Heleny                                      | 242 Triq Sant’Elena / 237 Triq Manwel Dimech  | 35°54′40,7″N 14°29′47,7″E/35,911305 14,496576 | 00748               |         |
| Nisza Matki Bożej z Góry Karmel                       | 11 Triq Sant’Elena / 236 Triq Manwel Dimech   | 35°54′40,9″N 14°29′47,5″E/35,911357 14,496523 | 00749               |         |
| Nisza Matki Bożej z Góry Karmel                       | 51/52 Triq Sant’Enriku                        | 35°54′39,4″N 14°29′45,6″E/35,910958 14,495998 | 00750               |         |
| Nisza św. Pawła                                       | 17 Triq Sant’Enriku / Triq Kamenzuli          | 35°54′42,3″N 14°29′40,8″E/35,911762 14,494660 | 00751               |         |
| Nisza św. Józefa                                      | 16 Triq Ġafar / 30 Triq il-Ħnejja             | 35°54′43,7″N 14°29′41,5″E/35,912148 14,494871 | 00752               |         |
| Nisza św. Józefa                                      | 49/50 Triq Ġafar                              | 35°54′41,0″N 14°29′46,3″E/35,911385 14,496191 | 00753               |         |
| Nisza Najświętszego Serca Jezusa                      | "The Cloisters", Triq L-Imrabat               | 35°54′40,1″N 14°29′35,7″E/35,911130 14,493256 | 00754               |         |
| Statua Matki Bożej z Lourdes                          | 13 Triq il-Ballut / Triq Bonavita             | 35°54′37,7″N 14°29′35,9″E/35,910474 14,493303 | 00755               |         |
| Nisza św. Józefa                                      | 26 Triq il-Ballut / Triq Bonavita             | 35°54′37,8″N 14°29′35,7″E/35,910508 14,493242 | 00756               |         |
| Nisza Matki Bożej z Lourdes                           | Triq L-Imrabat / 61 Triq Tonna                | 35°54′37,2″N 14°29′39,9″E/35,910336 14,494418 | 00757               |         |
| Nisza Matki Bożej z Góry Karmel                       | 7 Triq L-Imrabat                              | 35°54′37,1″N 14°29′39,6″E/35,910306 14,494323 | 00758               |         |
| Nisza Matki Bożej z Lourdes                           | 13/14 Triq Tonna                              | 35°54′38,1″N 14°29′47,5″E/35,910576 14,496541 | 00759               |         |
| Nisza św. Antoniego z Padwy                           | Triq Tonna / 141 Triq Manwel Dimech           | 35°54′38,6″N 14°29′49,4″E/35,910735 14,497068 | 00760               |         |
| Nisza Matki Bożej z Góry Karmel                       | Sqaq Sajjan / 70 Triq Viani                   | 35°54′34,2″N 14°29′51,8″E/35,909490 14,497722 | 00761               |         |
| Nisza Matki Bożej                                     | 39 Triq Viani                                 | 35°54′33,1″N 14°29′47,0″E/35,909200 14,496390 | 00762               |         |
| Nisza Matki Boskiej Bolesnej                          | 39 Triq Viani                                 | 35°54′33,1″N 14°29′47,0″E/35,909200 14,496390 | 00763               |         |
| Nisza św. Pawła                                       | Triq Ġanni Bencini / Triq Rudolfu             | 35°54′36,2″N 14°29′49,4″E/35,910063 14,497046 | 00764               |         |
| Nisza Najświętszego Serca Maryi                       | 113 Triq Rudolfu                              | 35°54′36,3″N 14°29′47,3″E/35,910079 14,496470 | 00765               |         |
| Nisza Matki Bożej z Góry Karmel                       | 33 Triq San Publju / 16 Triq San Pawl         | 35°54′40,5″N 14°30′14,8″E/35,911254 14,504102 | 00766               |         |
| Nisza św. Pawła                                       | 34 Triq San Publju                            | 35°54′40,3″N 14°30′14,9″E/35,911205 14,504134 | 00767               |         |
| Nisza Chrystusa Króla                                 | 22 Triq San Pawl                              | 35°54′40,7″N 14°30′14,6″E/35,911315 14,504056 | 00768               |         |
| Nisza św. Pawła                                       | Triq San Pawl / Triq il-Kbira                 | 35°54′42,7″N 14°30′19,2″E/35,911857 14,505326 | 00769               |         |
| Nisza Chrystusa Króla                                 | 63 Triq Santa Rita                            | 35°54′35,0″N 14°30′16,5″E/35,909733 14,504590 | 00770               |         |
| Nisza św. Rity                                        | 39 Triq Santa Rita                            | 35°54′38,0″N 14°30′15,2″E/35,910557 14,504217 | 00771               |         |
| Nisza Matki Bożej z Lourdes                           | 30 Triq il-Lunzjata / Triq Castelletti        | 35°54′38,3″N 14°30′13,9″E/35,910625 14,503859 | 00772               |         |
| Nisza Najświętszego Serca Maryi                       | 24 Triq San Vinċenz / Triq San Lawrenz        | 35°54′36,0″N 14°30′13,3″E/35,910001 14,503688 | 00773               |         |
| Nisza św. Dominika                                    | 25 Triq San Vinċenz / Triq San Lawrenz        | 35°54′36,0″N 14°30′13,3″E/35,910001 14,503688 | 00774               |         |
| Nisza św. Anny                                        | Pjazza Sant’Anna / Ix-Xatt ta’ Tignè          | 35°54′33,0″N 14°30′20,4″E/35,909156 14,505675 | 00775               |         |
| Nisza Matki Bożej z Góry Karmel                       | 38/39 Triq Sant’Antnin                        | 35°54′30,0″N 14°30′26,1″E/35,908329 14,507259 | 00776               |         |
| Nisza Matki Bożej z Góry Karmel                       | 19/20 Triq Sir Arturo Mercieca                | 35°54′51,0″N 14°30′07,6″E/35,914175 14,502099 | 00777               |         |
| Nisza św. Pawła                                       | 26 Triq San Franġisk                          | 35°54′49,4″N 14°29′51,9″E/35,913709 14,497758 | 00778               |         |
| Nisza Jezusa z Nazaretu                               | 58 Triq Nazzarenu                             | 35°54′50,8″N 14°29′49,5″E/35,914118 14,497094 | 00779               |         |
| Villa Louise                                          | 42 Ix-Xatt                                    | 35°54′32,6″N 14°30′10,6″E/35,909064 14,502937 | 01233               |         |
| Villa Drago                                           | Triq it-Torri                                 | 35°54′38,9″N 14°30′25,3″E/35,910805 14,507036 | 01234               |         |
| Szkoła rządowa                                        | Triq Depiro                                   | 35°54′48,6″N 14°29′58,7″E/35,913492 14,499649 | 01235               |         |
| Teatr Majestic                                        | Pjazza Sant’Anna                              | 35°54′33,8″N 14°30′20,8″E/35,909393 14,505765 | 01236               |         |
| Fort Tigné                                            | Tigné Point                                   | 35°54′23,1″N 14°30′47,6″E/35,906414 14,513214 | 1345                |         |
| Okrągła wieża warowna – fort Tigné                    | Tigné Point                                   | 35°54′22,2″N 14°30′48,0″E/35,906173 14,513329 | 1346                |         |
| Trawers (centralny blokhauz) – fort Tigné             | Tigné Point                                   | 35°54′23,1″N 14°30′47,6″E/35,906423 14,513226 | 1347                |         |
| Mur czołowy z kazamatami prawy – fort Tigné           | Tigné Point                                   | 35°54′24,1″N 14°30′48,2″E/35,906703 14,513391 | 1348                |         |
| Mur czołowy z kazamatami lewy – fort Tigné            | Tigné Point                                   | 35°54′23,9″N 14°30′46,7″E/35,906650 14,512982 | 1349                |         |
| Flanka z kazamatami prawa – fort Tigné                | Tigné Point                                   | 35°54′23,0″N 14°30′48,5″E/35,906389 14,513486 | 1350                |         |
| Flanka z kazamatami lewa – fort Tigné                 | Tigné Point                                   | 35°54′22,8″N 14°30′46,7″E/35,906337 14,512971 | 1351                |         |
| Dziedziniec prawy – fort Tigné                        | Tigné Point                                   | 35°54′23,5″N 14°30′48,1″E/35,906515 14,513357 | 1352                |         |
| Dziedziniec lewy – fort Tigné                         | Tigné Point                                   | 35°54′23,3″N 14°30′47,0″E/35,906463 14,513057 | 1353                |         |
| Sucha fosa – fort Tigné                               | Tigné Point                                   | 35°54′23,9″N 14°30′49,5″E/35,906641 14,513754 | 1354                |         |
| Galeria prawej przeciwskarpy – fort Tigné             | Tigné Point                                   | 35°54′24,1″N 14°30′50,3″E/35,906702 14,513985 | 1355                |         |
| Galeria centralnej przeciwskarpy – fort Tigné         | Tigné Point                                   | 35°54′25,8″N 14°30′46,9″E/35,907157 14,513021 | 1356                |         |
| Galeria lewej przeciwskarpy – fort Tigné              | Tigné Point                                   | 35°54′23,1″N 14°30′44,7″E/35,906414 14,512415 | 1357                |         |
| Mur wzmacniający skarpę – fort Tigné                  | Tigné Point                                   | 35°54′21,0″N 14°30′47,9″E/35,905831 14,513298 | 1358                |         |
| Schody na brzeg morza – fort Tigné                    | Tigné Point                                   | 35°54′20,8″N 14°30′48,3″E/35,905775 14,513429 | 1359                |         |
| Pozostałości zadaszonej cysterny na wodę – fort Tigné | Tigné Point                                   | 35°54′20,7″N 14°30′48,7″E/35,905762 14,513518 | 1360                |         |
| Wieża St. Julian’s z baterią                          | Triq it-Torri                                 | 35°55′04,2″N 14°29′57,2″E/35,917843 14,499212 | 1383                |         |
| Kościół Matki Bożej Pośredniczki Łask Wszelkich       | 95 Triq il-Kbira                              | 35°54′44,3″N 14°30′14,0″E/35,912292 14,503902 | 1804                |         |
| No. 5, Il-Pjazzetta                                   | Triq il-Lembi / Triq it-Torri                 | 35°54′42,8″N 14°30′22,5″E/35,911894 14,506239 | 2163                |         |